# Couvert végétal

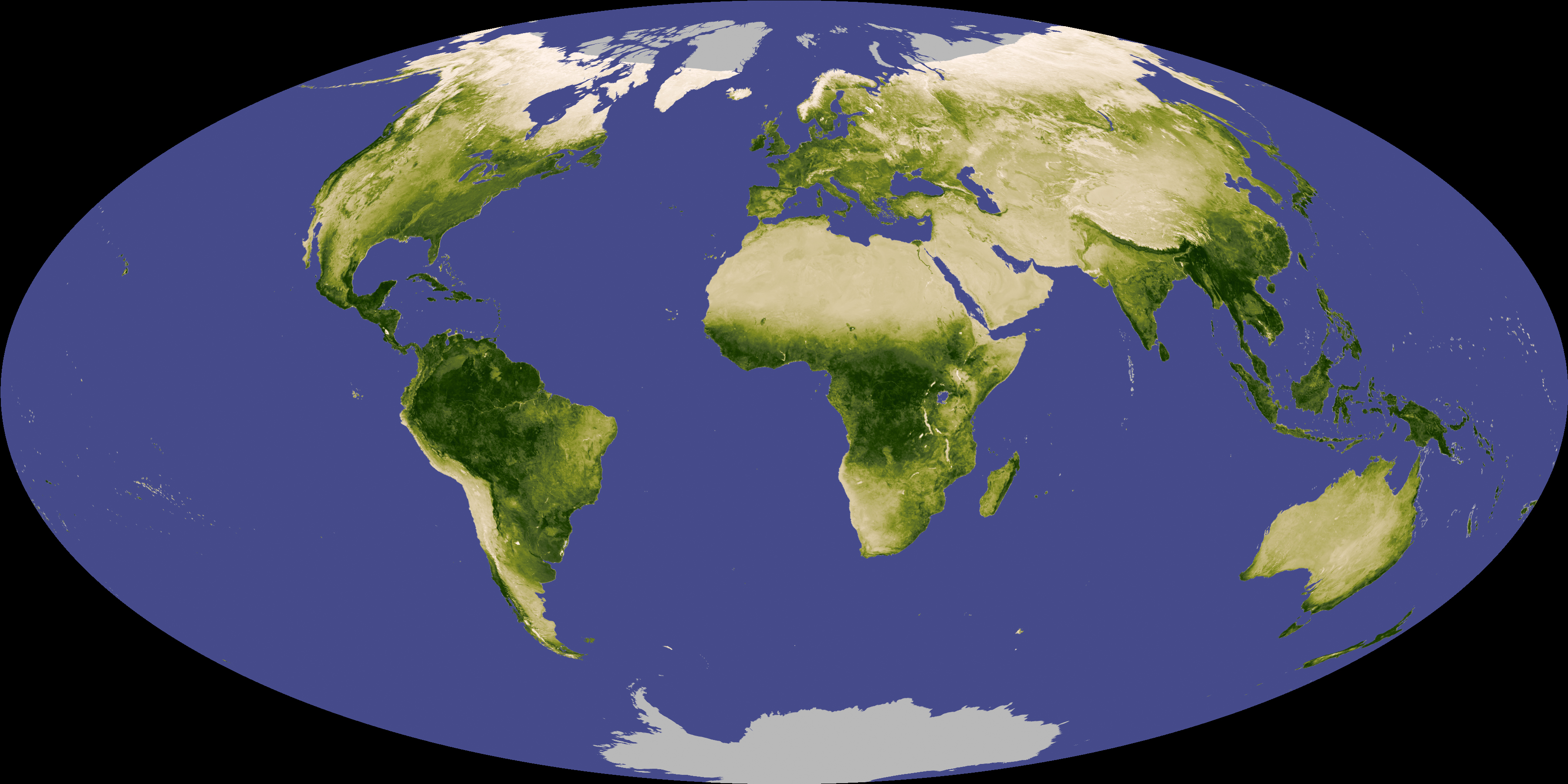
Cartographie mondiale de la couverture végétale à partir de l'indice de végétation par différence normalisée.

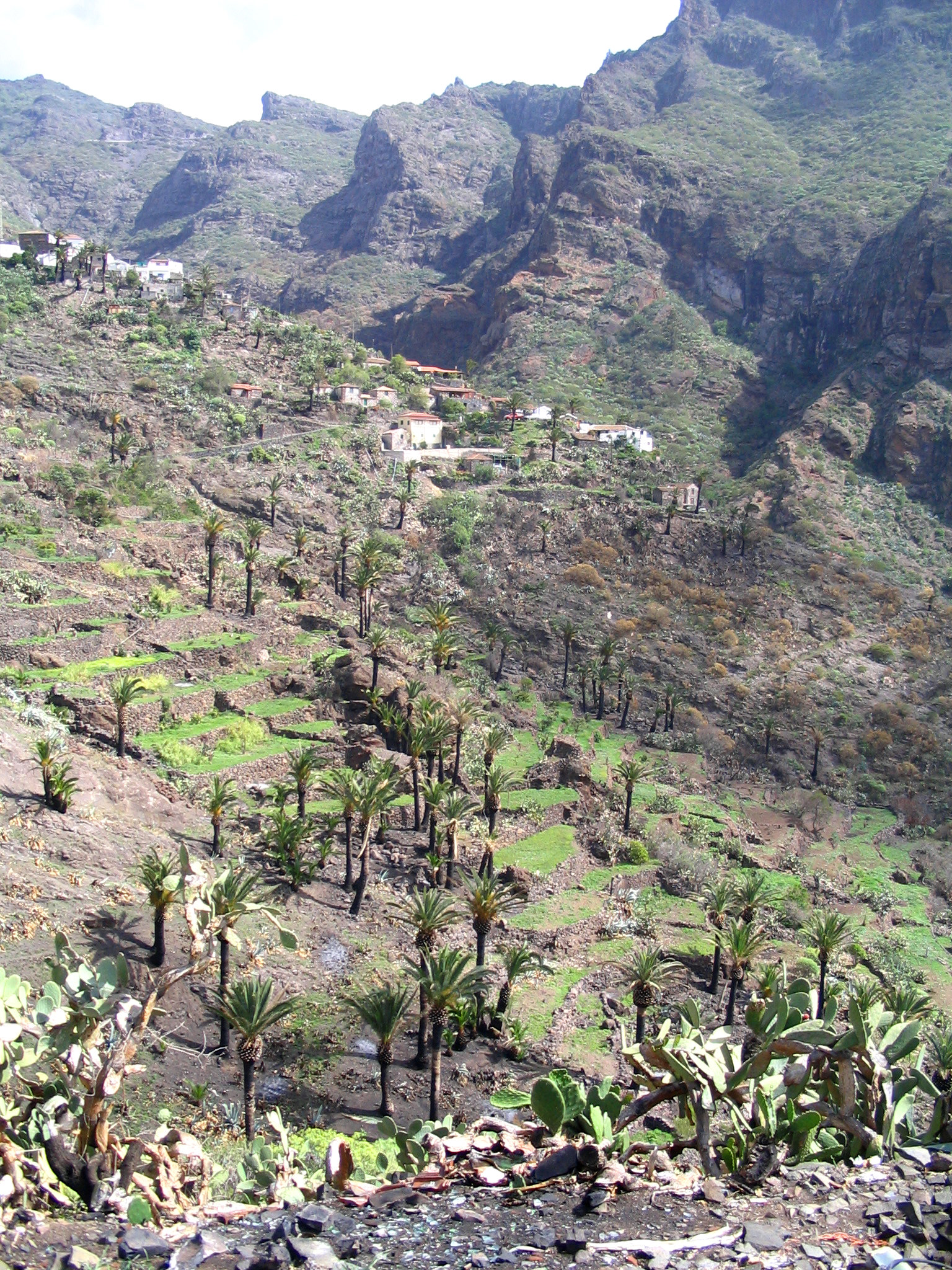
Reconstitution d'un couvert végétal après un incendie près de Tenerife dans les îles Canaries.

Un couvert végétal, appelé aussi couverture végétale ou couvert par ellipse, désigne la végétation, toutes strates confondues, recouvrant dans un espace donné, le sol de manière permanente ou temporaire. Il peut être très dense, on parlera alors de forêts, ou au contraire presque, voire totalement, inexistant dans le cas des semi-déserts et des déserts. 
Une culture en couverture vise à cultiver des plantes à des fins agronomiques et environnementales (par exemple, culture intermédiaire piège à nitrates, à vocation énergétique) en complément d’une culture principale. Elle peut être en intercalaire ou à la dérobée, à l'échelle de la parcelle ou en bordure.

## Couvert permanent

### Couvert environnemental permanent
En France, cette dénomination désigne un couvert végétal ayant comme fonction principale la protection des sols contre l'érosion ou la protection (zone tampon) des cours d'eau, nappes aquifères ou zones humides vulnérables.
Il ne s'agit pas de culture, mais d'un couvert pérenne composé de plantes herbacées, de ligneuses ou d'un mélange des deux.

### Couvert forestier

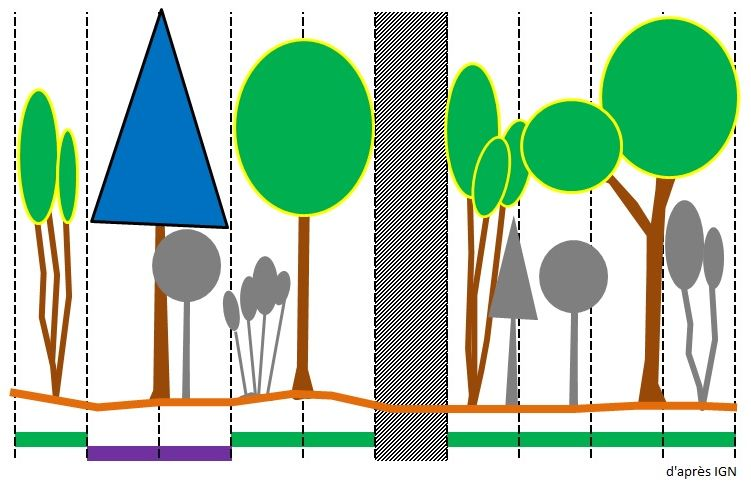
Exemple : le taux de couvert libre relatif (TCLR) des feuillus est de 78 % (7/9).

Le couvert représente la projection verticale de la surface des houppiers des arbres accédant à la lumière, au sol, et donne l’importance relative des essences au sein d’une population forestière.
En France selon l'inventaire forestier national, l’évaluation du couvert s’effectue sur une grande placette (de 25 m de rayon soit une superficie de 20 ares pour les arbres recensables (tiges suffisamment grosses pour être inventoriées, soit d'un diamètre supérieur à 7,5 cm) et sur une petite placette concentrique à la grande (de 15 mètres de rayon soit une superficie de 7 ares) pour les arbres non recensables. L'inventaire détermine finalement le taux de couvert libre relatif exprimé en dixième (TCLR - voir exemple ci-contre) par essence ou groupe d'essences (conifères vs. feuillus) pour définir la composition (feuillu, conifère ou mixte) ou la diversité (pur ou mélangé) d'un peuplement.

## Couvert intermédiaire

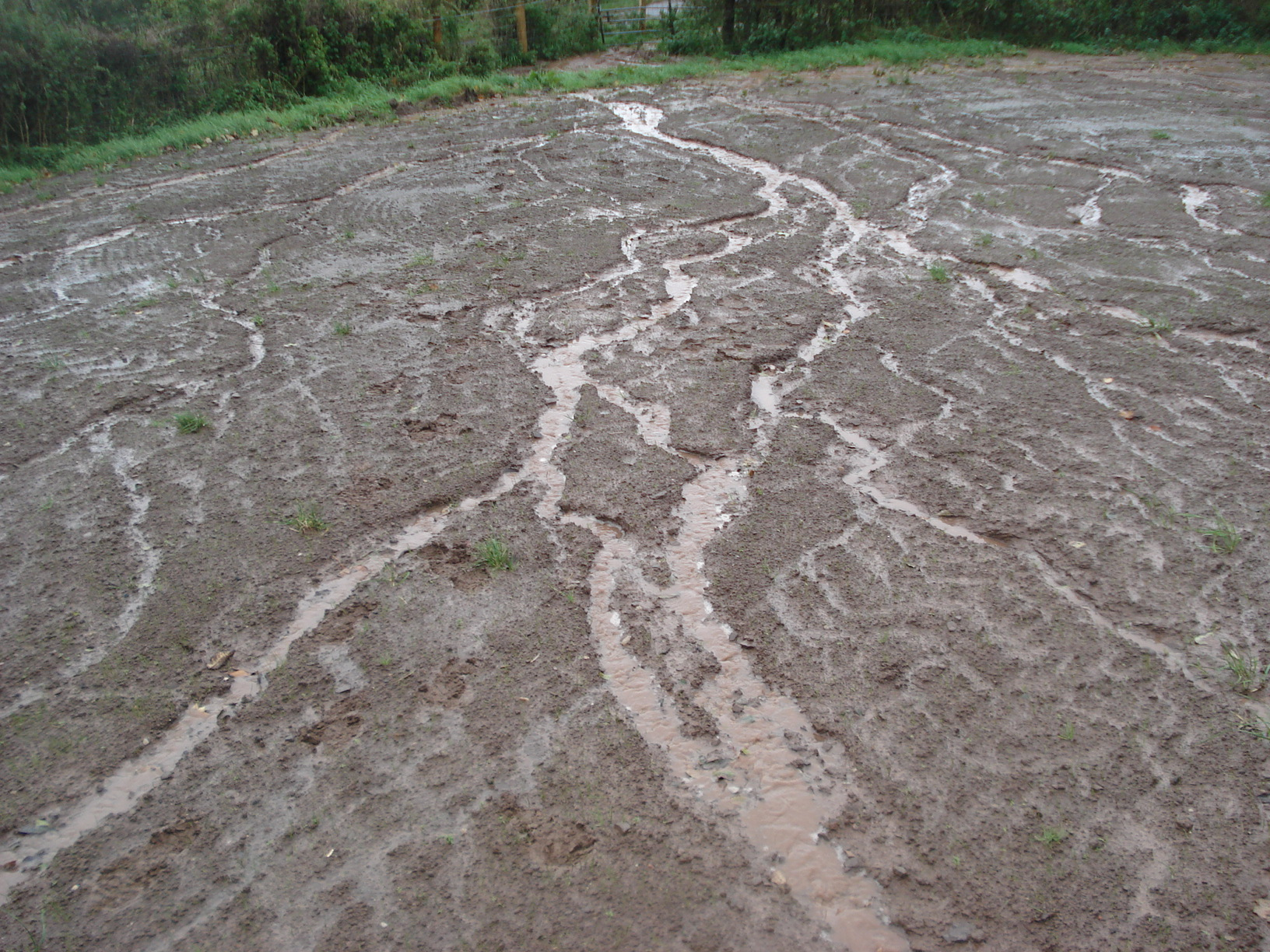
L'effet éponge du couvert évite l'érosion des sols et l'adage « sol nu, sol foutu ».

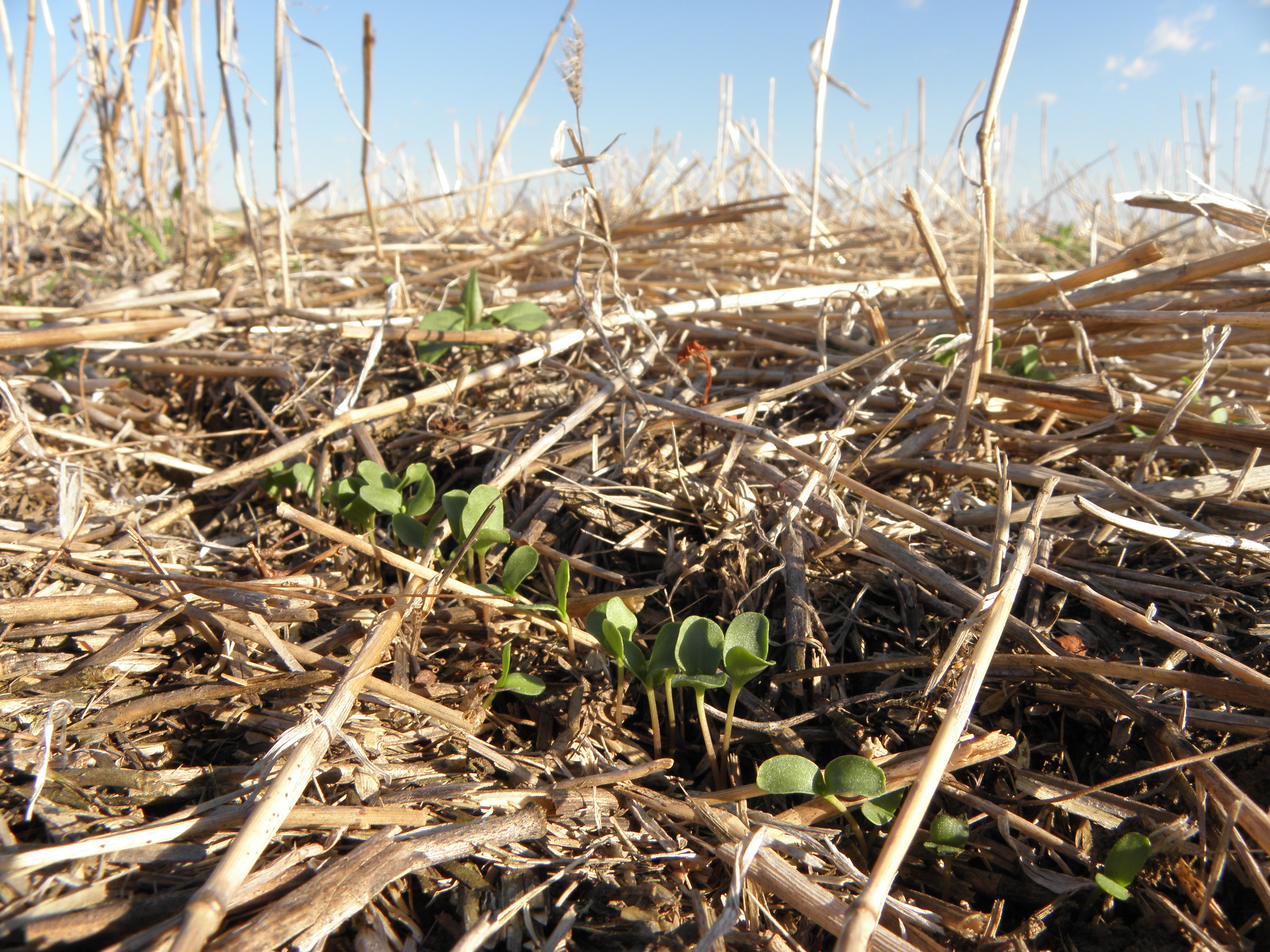
« Couvrez ce sol que je ne saurais voir », afin de favoriser le semis direct sous couvert.

Il s'agit de cultures présentes entre deux cultures principales et dont tout ou partie est restitué au sol. On parle aussi de plante d’interculture ou d'engrais vert.
Leur fonction est de réduire l'érosion des sols, de réduire le lessivage des nitrates, de lutter contre l'envahissement des adventices. Leur enfouissement partiel ou total enrichit le sol en matière organique, et en azote s'il s'agit d'une espèce de la famille des fabacées, permettant ainsi des économies de produit fertilisant.
On peut citer :
- les cultures intermédiaires piège à nitrates ainsi nommés car elles piègent les nitrates restant à l'issue de la culture de vente précédente et limitent la pollution de l'eau potable. Dans l'Union européenne, leur utilisation dans les systèmes de culture s’est accrue depuis la mise en application de la directive Nitrates. En France, la couverture hivernale des sols en inter-culture est devenue obligatoire en 2012 pour toutes les parcelles situées en zone vulnérable, une mesure qui concerne 55 % des surfaces agricoles françaises[3].
- les cultures intermédiaires à vocation énergétique (CIVE). La biomasse obtenue peut être utilisée pour produire de la chaleur, des agrocarburants ou du biométhane.

Les couverts intermédiaires suscitent un intérêt croissant pour leur potentiel d'atténuation du réchauffement climatique, du fait de leur capacité :
- à fixer du CO2 atmosphérique et à accroître le stockage de carbone dans les sols (de 0,5 à 0,7 % par an)[4];
- à engendrer un forçage radiatif négatif (refroidissement) du fait de l'augmentation de l'albédo et de la diminution du rayonnement infrarouge du sol ;
- à augmenter l'évapotranspiration et à réduire ainsi les flux de chaleur sensible[5].
- à permettre la pratique du semis direct, sans intervention mécanique de travail du sol, ni labour, ni hersage, et à réduire ainsi la consommation de carburants et les émissions de CO2 associées[6].

Cette pratique est encouragée par l’initiative internationale "4 pour 1000", lancée par la France lors de la COP 21, qui vise à augmenter le taux de carbone des sols de 0,4 % par an (soit 0,4 %). Si cet objectif était atteint, l’augmentation de la concentration de gaz carbonique dans l’atmosphère pourrait être stoppée.
En 2017, le projet "Agrodrone", mené permettait l'implantation de couvert végétal par drone pour la première fois en France sur du maïs. La technique consiste à semer par dessus les cultures en place, pour implanter au plus tôt le couvert intermédiaire, et maximiser les chances de réussite de ce couvert végétal. Ce projet a été mené conjointement par Ovalie Innovation et l'entreprise Reflet du Monde.

### Choix du couvert
Pour faire le bon choix d’un couvert végétal, il faut tenir compte de certains critères : la rotation des cultures sur la parcelle, le type de culture et la date de semis (précoce ou tardif), le mode de destruction, le coût, l'impact sur les pollinisateurs, la réglementation et la Pac[réf. nécessaire].